# Luny Tunes
Luny Tunes es un dúo de productores discográficos de reguetón de origen dominicano, compuesto por Francisco Saldaña «Luny» (23 de junio de 1979) y Víctor Cabrera «Tunes» (12 de abril de 1981). Es considerado «el dúo de productores más influyentes del reguetón» de la década de los 2000 e inicios de la década de 2010.
Los dos son Nacidos en la República Dominicana, residenciaron unos años en Puerto Rico hasta que se mudaron a Boston. Antes de la fama trabajaron en Harvard University, uno como chef y el otro como lavaplatos, hasta que decidieron probar suerte con el reguetón, género que en esa época estaba con gran auge en Puerto Rico. A pesar de que no eran conocidos, coordinaron para crear un único nombre artístico: Luny Tunes. Estos productores fueron firmados por DJ Nelson y han trabajado con Tainy, Noriega, Nely el Arma Secreta, Naldo y Nesty la Mente Maestra.

## Carrera musical

### 2000-2004: comienzos y reconocimiento internacional
En 2002, el primer álbum que fueron encargados de producir fue Sonando diferente de Yaga y Mackie, donde el 60% de los temas son pistas de Luny Tunes y Noriega. Ese mismo año, el veterano productor DJ Nelson ya había reconocido su talento por producir el mejor álbum de Héctor & Tito titulado A la Reconquista que ganó el primer premio Billboard Latino en la historia del reguetón, asimismo, gracias a las exitosas producciones anteriores producen la mayoría de temas de Los matadores del género y Blin Blin dos álbumes de varios artistas para Blin Blin Music. Su reconocimiento como productores comenzó con la canción "Quiero saber" del álbum Kilates de Ivy Queen en el 2002. En el 2003, hicieron su debut como productores el sello Flow Music junto a Noriega en el álbum Más flow, que incluyó a artistas de renombre del reguetón como Wisin & Yandel, Daddy Yankee, Don Omar, Tego Calderón, Héctor y Tito, Nicky Jam, Plan B y Zion & Lennox. Además en el año de 2007 produjeron "Email me" para José José y Sarita. 
En 2004 su reputación se consolidó con la producción de la canción Gasolina del álbum Barrio fino de Daddy Yankee, convirtiéndose en una de las canciones más destacadas del género. También produjeron álbumes como The Last Don de Don Omar, El abayarde de Tego Calderón, Motivando a la Yal de Zion & Lennox entre otros, en un periodo de dos años.
Gracias a las exitosas producciones anteriores producen la mayoría de temas de los siguientes álbumes Desafío y La Misión 4 de varios artistas para New Era Entertainment de Nelson Colon y VI Music de Mario VI.

### 2005-2008: consolidación
Considerados por la crítica como los mejores DJs del reguetón cuando sacaron su álbum Mas Flow 2 con Baby Ranks que contenía la participación de Daddy Yankee, Wisin y Yandel, Zion y Lennox, Tito "El Bambino", Héctor "El Father", Julio Voltio y los éxitos «Rakata», «Mayor que yo» y «Mírame». Con este álbum llegaron al 1.er lugar en Top Latin Albums.
Después de esto nació Mas Flow: Los Benjamins que contiene canciones de RBD y, este disco también logró el N.º 1 en Top Latin Albums. Al poco tiempo lanzaron al mercado Los Benjamins: La continuación ambos con varios sencillos producidos por la joya de Luny Tunes: Tainy.

### 2009-2012
Luny Tunes residen en Puerto Rico donde tienen su propio estudio valorado en US$3.5 millones. El 25 de septiembre de 2007 fue anunciado que Luny Tunes recibieron un contrato por 5 años con Fuego Entertainment. Ellos coproducirán 2 álbumes por año para liberarlos por la división musical de Fuego Entertainment International. En 2015 Luny Tunes renovó su estudio llegando a los estándares actuales de producción.

### 2013-presente
En octubre del 2015 Luny Tunes estrenaron uno de los juntes más esperados en el reguetón con el tema Mayor que yo 3, reuniendo a los 4 mejores exponentes del género, siendo interpretada por Daddy Yankee, Wisin & Yandel y Don Omar y dando puntapié inicial a Más Flow 3.
Se estima que su fortuna es de alrededor de 1.5 millones de dólares. Luny Tunes tienen su propio sello discográfico: Mas Flow Inc.
Mas Flow 3 Este proyecto ha estado en producción durante un largo tiempo.
Luny hace algunos años intentó hacer el proyecto realidad, pero por razones desconocidas este álbum no ha podido ver la luz. 
El 1 de agosto de 2021, Luny sube a su Instagram una publicación en la cual, muestra un texto, el cual decía "Mas flow 3: the last album". Lo cual indicaba que podría resurgir el proyecto de Mas Flow 3. Paralelo a este hecho, en noviembre de 2021, Tunes (Víctor Cabrera) crea una cuenta de Instagram personal, la cual es privada, pero oficial, ya que Tainy la sigue. De foto de perfil tiene una foto oficial de Mas Flow 3.

## Discografía

### Álbumes colaborativos
- 2003: Mas Flow (con Noriega)
- 2005: Mas Flow 2 (con Baby Ranks)
- 2006: Mas Flow: Los Benjamins (con Tainy)

### Álbumes reediciones
- 2007: Los Benjamins: La continuación

### Álbumes instrumentales
- 2004: The Kings of the Beats
- 2006: The Kings of the Beats 2

### Álbumes recopilatorios
- 2004: La Trayectoria
- 2006: Mas Flow Kids
- 2006: Reggaeton Hits
- 2006: Mas Flow 2.5
- 2007: 20 #1's Now
- 2007: 20 #1's Then
- 2008: Calle 434

### Álbumes producidos y presentados
- 2004: La Misión 4: The Take Over
- 2008: Luny Tunes Presents: Erre XI

## Producciones discográficas
- 2002: D' Untouchables - Chapter 1 (Azylum Records)
- 2002: Rompiendo el hielo (Magnate & Valentino)
- 2002: Sonando diferente (Yaga & Mackie)
- 2002: Los negritos del momento (Kruger & Pacho)
- 2002: De otra manera (Wisin & Yandel)
- 2002: El Abayarde (Tego Calderón)
- 2002: A la reconquista (Héctor & Tito)
- 2002: The Majestic (Iván Joy)
- 2002: El Dragón (Johnny Prez)
- 2002: Guillaera (Las Guanábanas)
- 2002: MVP (Luar Music)
- 2003: Los matadores del género (Blin Blin Music)
- 2003: Desafio (New Era Entertainment)
- 2003: The Last Don (Don Omar)
- 2003: Rolexx: La Hora de la Venganza (One Star)
- 2003: Diva (Ivy Queen)
- 2003: En honor a la verdad (Vico C)
- 2003: Dando candela (Big Boy)
- 2003: Quién contra mí (Yandel)
- 2003: Blin Blin Vol. 1 (Blin Blin Music)
- 2003: Mi vida... My Life (Wisin & Yandel)
- 2003: Gárgolas 4 (Álex Gárgolas)
- 2003: Todo a su tiempo (Divino)
- 2004: El Enemy de los Guasíbiri (Tego Calderón)
- 2004: 12 discípulos (Eddie Dee)
- 2004: Fuera de serie (Lito & Polaco)
- 2004: Motivando a la Yal (Zion & Lennox)
- 2004: Los Bacatranes (Trébol Clan)
- 2004: Barrio fino (Daddy Yankee)
- 2004: Los MVP (Ángel & Khriz)
- 2004: Contra La Corriente (Noriega)
- 2004: Clase aparte (Yaga & Mackie)
- 2004: Majestic Segundo II Imperio (Iván Joy)
- 2004: Flow la discoteka (DJ Nelson)
- 2004: Vida escante (Nicky Jam)
- 2004: Boricua de Cora (La Hill)
- 2004: Voltage/AC (Julio Voltio)
- 2004: Chosen Few: El Documental (Boy Wonder)
- 2004: Héctor “El Bambino” Presenta: Los Anormales (Héctor el Father)
- 2004: The Noise 10: The Last Noise (DJ Negro)
- 2005: Motivando a la Yal: Special Edition (Zion & Lennox)
- 2005: Sangre nueva (Héctor el Father & Naldo)
- 2005: La Moda (Yaga & Mackie)
- 2005: Pa'l mundo (Wisin & Yandel)
- 2005: The Pitbulls (Alexis & Fido)
- 2005: Da Hitman Presents Reggaeton Latino (Don Omar)
- 2005: Life (Ricky Martin)
- 2005: Barrio fino en directo (Daddy Yankee)
- 2005: Gold Star Music: La Familia Reggaeton Hits (Héctor el Father)
- 2005: Voltio (Julio Voltio)
- 2005: 40 entre las 2 (K-Narias)
- 2005: TP-3: Reloaded (R. Kelly)
- 2005: The One (Frankie J)
- 2006: Top of the Line (Tito el Bambino)
- 2006: Rebels (RBD)
- 2006: Pa'l mundo: Deluxe edition (Wisin & Yandel)
- 2006: The Underdog/El subestimado (Tego Calderón)
- 2006: N.O.R.E. y la Familia...Ya Tú Sabe (N.O.R.E.)
- 2006: Los Bandoleros Reloaded (Don Omar)
- 2006: 20 Y.O. (Janet Jackson)
- 2006: La última risa (Baby Rasta)
- 2007: El Pentágono (Don Omar)
- 2007: Sentimiento (Ivy Queen)
- 2007: El cartel: The Big Boss (Daddy Yankee)
- 2007: It's My Time (Tito el Bambino)
- 2007: Raised by the People (Notch)
- 2008: Semblante urbano (El Roockie)
- 2008: El Pentágono Return (Don Omar)
- 2008: Talento de barrio (Daddy Yankee)
- 2008: Mi Flow: This is It (Baby Ranks)
- 2008: El fenómeno (Arcángel)
- 2009: La revolución (Wisin & Yandel)
- 2009: Rompiendo cadenas (Ana Bárbara)
- 2009: Yo soy (Pee Wee)
- 2010: Drama Queen (Ivy Queen)
- 2010: My World (Dyland & Lenny)
- 2010: Meet the Orphans (Don Omar)
- 2012: La fórmula (Pina Records: R.K.M. & Ken-Y, Arcángel, Plan B, Zion & Lennox)
- 2012: The Most Powerful Rookie (Farruko)
- 2012: Prestige (Daddy Yankee) (solo Luny)
- 2012: Imperio Nazza: J Álvarez Edition (J Álvarez)
- 2013: My World 2 (Dyland & Lenny) (solo Luny)
- 2013: De líder a leyenda (Yandel) (solo Luny)
- 2013: One Flag (Elvis Crespo) (solo Luny)
- 2013: Me llamaré tuyo reloaded (Víctor Manuelle) (solo Luny)
- 2014: De camino pa' la cima (J Álvarez)
- 2014: La esencia (Alexis & Fido)
- 2014: El regreso del sobreviviente (Wisin)
- 2014: Love & Sex (Plan B)
- 2014: Alta jerarquía (Tito el Bambino)
- 2014: Los Diamantes Negros (Zion & Lennox)
- 2015: Los vaqueros 3: La trilogía (Wisin)
- 2015: Dangerous (Yandel)
- 2015: Radio Universo (Chino & Nacho)
- 2015: Visionary (Farruko)
- 2015: The Last Don 2(Don Omar)
- 2016: Sharlene (Sharlene Taulé)
- 2017: TrapXFicante (Farruko)
- 2019: The One (Yandel) (solo Luny)
- 2020: Quién contra mí 2 (Yandel) (solo Luny)
- 2020: El muñeco (Tito el Bambino) (solo Luny)
- 2021: Final (Vol. 1) (Enrique Iglesias) (solo Luny)
- 2021: Nattividad (Natti Natasha) (solo Luny)
- 2022: Legendaddy (Daddy Yankee) (solo Luny)
- 2022: Esquemas (Becky G) (solo Luny)
- 2022: La última misión (Wisin & Yandel)

- 2024: Mr. W (Wisin)
- 2024: Solo (Chencho Corleone)
- 2024: Viva la musik(Jowell & Randy)

## Premios y reconocimientos

### Premios Billboard de la música latina
- "Álbum tropical del año / Dúo o Grupo" 2004 - Más Flow –
- "Álbum tropical del año / Nueva Generación" 2004 - Más Flow -
- "Álbum de Reguetón del año" 2005 - La Trayectoria -
- "Productor del año" 2006 -.[10]

### Premios Grammy Latinos
- "Mejor Álbum del año/ Urban" 2005 - Barrio fino -

### Reggaeton People's Choice Awards
- "Productor del año" 2004 -
- "Productor del año" 2005 -
- "Mejor canción del año" 2005 (feat. Don Omar) - Mayor que yo -
- "Mejor Álbum del año" 2005 - Más Flow 2

### Premios Lo Nuestro
- "Mejor Álbum del año/ Urban Category" 2006 - Más Flow 2 -

### Certificaciones de la RIAA
- 2x Platinum por La Trayectoria
- 2x Platinum por Mas Flow 2
- Gold por Mas Flow 2.5